# Amore sporco
Pour plus de détails, voir Fiche technique et Distribution.
Amore sporco (littéralement : Amour sale) est un film italien réalisé par Joe D'Amato en 1988.

## Synopsis
Une jeune danseuse new-yorkaise (Valentine Demy) se rend à Broadway en espérant y trouver la gloire.

## Fiche technique
- Titre italien : Amore sporco
- Titre international : Dirty Love
- Réalisateur : Joe D'Amato
- Scénario : Daniel Davis
- Musique : Luigi Ceccarelli
- Format : Couleurs
- Pays : Italie
- Genre : Drame
- Durée : 95 minutes
- Date de sortie : 1988

## Distribution
- Valentine Demy : Terry Jones
- Cully Holland : Robert
- Lisa Lowenstein : Susan
- Jeff Stryker : Michael
- Jannet Lori : Sandra
- Reggie Crump : Jimmy
- Louis Vivian : monsieur Wilson
- Rick Anthony Munroe : le chorégraphe
- Laura Gemser : la masseuse
- Melody Kirschner
- Bill Fay
- Anita Randolph
- Elizabeth Crawford
- Amy Garmon
- Gina Mallardi
- Donna Palmer
- Reid Hutchins
- Patti Collins
- Colleen Bannister
- Ray Elliott
- Rita Hinton
- Faneese Hines